# Portrait de Louis XIV en costume de sacre
Le portrait de Louis XIV en costume de sacre a été réalisé en 1701 par le peintre français Hyacinthe Rigaud afin de répondre à une commande du monarque qui souhaitait contenter le désir de son petit-fils, Philippe V, le roi d’Espagne. Louis XIV en commanda un et le fit accrocher à Versailles. Par son éclat et sa qualité, ce portrait s'est imposé comme le « portrait officiel » de Louis XIV.

## Contexte
À la mort du roi espagnol Charles II, le 18 novembre 1700, l’Espagne était en proie aux appétits dynastiques des autres puissances européennes, entraînant une guerre de succession. Le testament du roi écarta cependant toute idée de partage et désigna, au premier rang des prétendants légitimes à la couronne, Philippe, duc d’Anjou, second fils du Grand Dauphin et petit-fils de Louis XIV.
Le futur jeune roi d’Espagne, désireux d’emporter avec lui l’image de son grand-père, convainquit Louis XIV de commander à Hyacinthe Rigaud ce qui allait devenir l’image absolue du pouvoir royal et le portrait de référence pour les générations à venir :

« Sa réputation [Rigaud] étant venue jusqu’au roi, par le portrait qu’il avoit fait de Monseigneur, commandant devant le siège de Philisbourg, il eut l’honneur en 1700, d’être nommé par Sa Majesté, pour peindre Philippe V, roi d’Espagne, son petit-fils, quelques jours avant son départ pour aller prendre possession de ses royaumes. Cet ouvrage donna lieu au roi d’Espagne de prier le roi, son grand-père, de lui donner aussi son portrait peint de la même main ; ce que Sa Majesté lui accorda. Rigaud eut l’honneur de le commencer l’année suivante ; et étant achevé, ce monarque le trouva d’une ressemblance si parfaite et si magnifiquement décoré, qu’il lui ordonna d’en faire une copie de même grandeur, pour l’envoyer au roi d’Espagne, à la place de l’original. Sa Majesté très-chrétienne y est peinte en pied, revêtue de ses habits royaux. Ce tableau a dix pieds et demi de haut ; il est placé à Versailles, dans la salle du Trône, et celui du roi d’Espagne dans le cabinet de Sa Majesté. »

C'est ainsi que s'exprimait Hyacinthe Rigaud, par le biais d'un ami, dans l'autobiographie qu'il envoya au grand duc de Toscane Cosme III de Médicis en 1716,.
Ces propos sont accrédités par la mention du paiement correspondant dans les livres de comptes de l'artiste, en 1701 : « Le Roy et le roy d’Espagne, et une copie du portrait du Roy de la même grandeur que l’orig[in]al pour Sa Majesté catholique, le tout 26.000# [livres] », soit le prix de trois tableaux. Le même paiement est porté aux comptes de bâtiments royaux le 16 septembre 1702 : « 16 septembre: au sr Rigault, peintre ordinaire du Roy, pour deux grands portraits du Roy en pied, avec l’esquisse en petit desdits portraits, comme aussy du portrait en pied du roy d’Espagne, qu'il a faits pendant la présente année ... 10000# [livres] ».

## Genèse

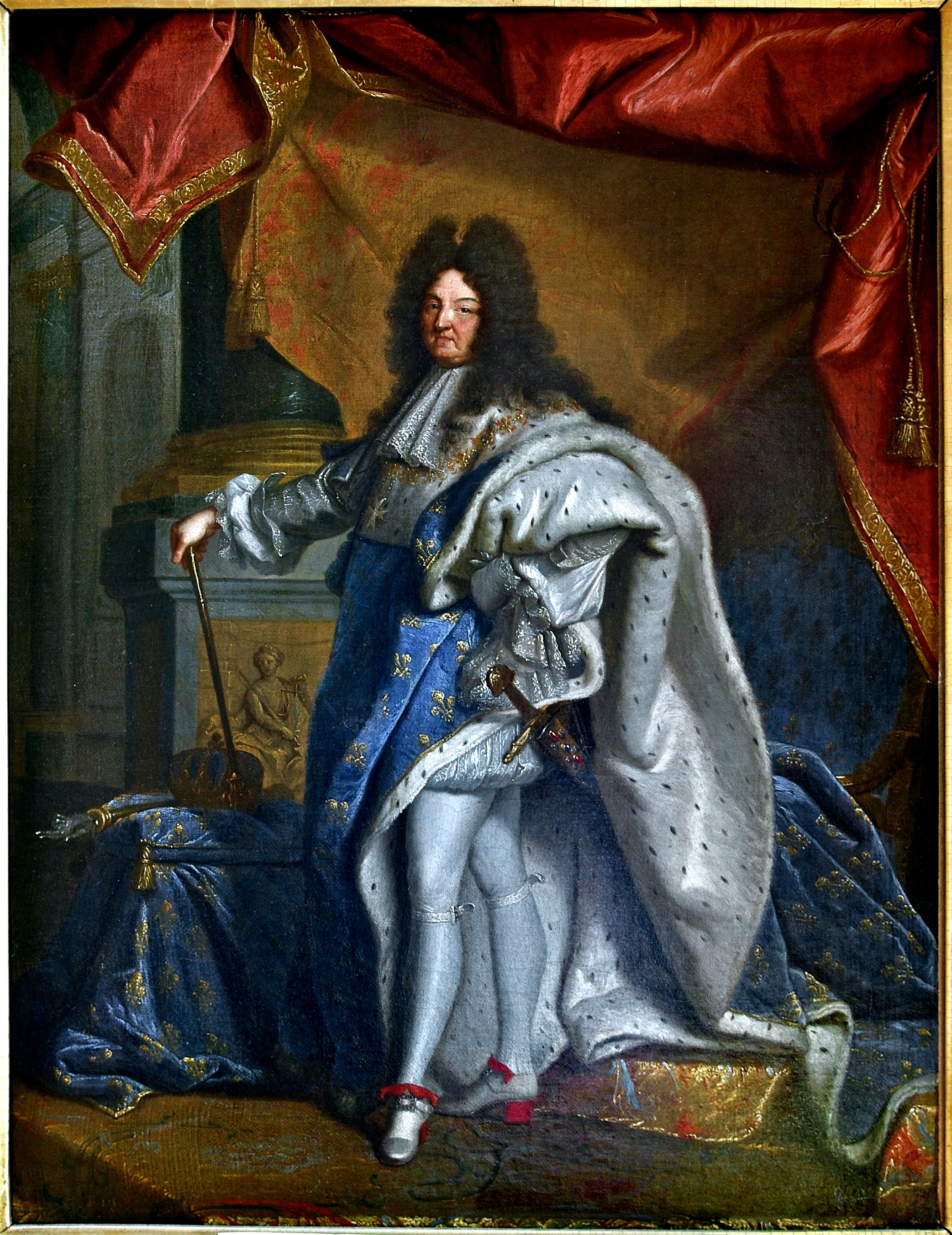
Louis XIV, Roi de France, modello de Hyacinthe Rigaud à partir duquel fut réalisé le Portrait de Louis XIV en costume de sacre (1701, musée Condé).

Il semble que Philippe V ait obtenu satisfaction grâce à l’intercession de Madame de Maintenon qui, dans une lettre adressée au duc de Noailles, et datée du 11 mars 1701 avoue :

« Je travaille à lui envoyer le portrait qu’il m’a ordonné de lui faire faire. Voici deux après-dinées que je reviens de Saint-Cyr pour obliger le Roi à se faire peindre. La goutte est venue à notre secours. Sans elle nous ne l’aurons pas tenu trois ou quatre heures. »

La veille le marquis de Dangeau, nous a laissé dans son Journal un premier témoignage corroborant les dires de la favorite, en décrivant la genèse du masque de Louis XIV, destiné à être enchâssé plus tard dans la composition finale, élaborée dans l’intimité de l’atelier du peintre : « Jeudi 10 [mars 1701], à Versailles - La goutte du roi continue, il se fait peindre l’après-diné par Rigaud pour envoyer son portrait au roi d’Espagne à qui il l’a promis […]. » Le lendemain, le travail continuait effectivement : « Vendredi 11, à Versailles - La goutte du Roi a un peu augmenté et au sortir du sermon, où on le porta, il se fit reporter chez Madame de Maintenon où Rigaud travailla à son portrait. » 
Le 3 septembre 1703, dans une lettre touchante qu’il adressa à la marquise, Philippe V avouait à son tour : « Je vous remercie des soins que vous avez pris pour me procurer le portrait du roi, que j’attends avec impatience. » La grandeur et la complexité de la composition justifiaient bien l’attente légitime des commanditaires et le temps passé par l'artiste à parfaire son travail. D’ailleurs, tout tend à prouver que Rigaud travaille à l'effigie tout en achevant le portrait de Philippe V, lequel ne sera jamais envoyé en Espagne. 
D’ailleurs, le jeudi 19 janvier 1702, Rigaud sollicite une nouvelle séance de pose, comme en témoigne le marquis de Dangeau : « Le roi, qui n’avait point de conseil à tenir, eut le matin la patience de se faire achever de peindre chez madame de Maintenon par Rigaud ; il envoie ce portrait au roi d’Espagne, qui l’en avoit instamment prié ».

« On a exposé le portrait du Roi dans le grand appartement de Versailles ; il est en pied avec l’habit royal. Cet ouvrage est de M. Rigaud. Jamais portrait n’a été mieux peint, ni plus ressemblant ; toute la Cour l’a vu et tout le monde l’a admiré. Il faut qu’un ouvrage soit bien beau et bien parfait pour s’attirer un applaudissement général dans un lieu où le bon goût règne et où l’on n’est pas prodigue de louanges. Sa Majesté ayant promis son portrait au roi d’Espagne, veut tenir sa parole en lui donnant l’original, et M. Rigaud en doit faire une copie qui est souhaitée par toute la Cour. »

La direction des Bâtiments du roi commande effectivement à l’atelier du peintre un grand nombre de copies (sous des formes diverses pour les cours européennes ou les officines royales de province, comme celle commandée à François Stiémart par exemple) ou des gravures ainsi que le prouve une ordonnance de paiement datée du 16 septembre 1702 : « Au sieur Rigault, peintre ordinaire du Roy, pour deux grands portraits du Roy en pied, avec l’esquisse en petit desdits portraits, comme aussy du portrait en pied du Roy d’Espagne qu’il a faits pendant la présente année, 10 000 livres ».
En tant que fidèle graveur des œuvres de son confrère catalan, Pierre Drevet est tout naturellement désigné pour mener à bien les burins et reçoit « parfait payement de cinq mille livres pour la graveure [sic] qu’il a faite du portrait en pied du feu roy Louis XIV, d’après le sieur Rigaud, pendant 1714-1715 ».
Pour ce faire, Drevet s’était aidé d’un dessin exécuté par le tout jeune Jean-Marc Nattier et dont la direction des bâtiments relate le paiement, le 20 août 1713 : «20 aoust: au sr Nattier le jeune, peintre, pour le dessin d’un portrait du Roy d’après Rigaud, qu’il a copié pour servir de modèle pour graver en 1713, […] 500# [livres] ». Drevet doit beaucoup au travail de Nattier qui a transposé le tableau de Rigaud dans ses moindres détails, aux dimensions prévisionnelles de la gravure. Il a cependant prolongé la galerie de marbre en arrière-plan d’une travée, variation suivie par le graveur. Nul doute que Rigaud lui-même ait supervisé le travail de Nattier, puisque le dessin était destiné à son ami Prevet et que le père de Natier, Marc, avait été un fidèle collaborateur de Rigaud... 
Mariette considère l’œuvre de Drevet comme « ce que [l’artiste] a fait de plus considérable » et qu’elle « a eté gravé par ordre de sa majesté très Chretienne et pour estre mise dans Son Cabinet ». En 1733, il en note la rareté dans une lettre à Gabburri : « Pour ma part je peux vous inciter à acquérir un portrait du roi régnant et de la reine, mais celui gravé par Drevet est très difficile à avoir, et je l’ai vu en vente à plus de huit livres. Je peux l’avoir pour un prix discret mais il faut me donner du temps ».

## Description
Signé et daté dans le phylactère, sur la base de la colonne représentant la déesse de la Justice Thémis tenant dans sa main la balance , « Peint par Hyacinthe Rigaud en 1701 », ce vaste portrait est celui d'un roi vieillissant (63 ans), parvenu au faîte de sa gloire. Rigaud a exécuté le visage sur une toile rectangulaire cousue ensuite à petits points sur une toile plus grande.
L'original, actuellement conservé au musée du Louvre, Sully, 1er étage, salle 602, provenant des collections de la couronne, possède une réplique autographe aujourd'hui présentée dans le salon d’Apollon du château de Versailles, également signée et aux dimensions légèrement différentes,. On peut également trouver une copie à l'hôtel Negresco.
Le roi est représenté debout en pied, de trois quarts à gauche, la tête en contre-plongée et les pieds en vue plongeante, cette pose calculée ayant pour but de présenter la plus grande partie de sa personne. Le roi occupe l'espace central du tableau dont la composition est construite à partir de lignes verticales (colonne, roi, trône) et d'une pyramide dans laquelle s'inscrit le souverain, qui concourent également à créer un espace d'élévation. La théâtralisation de la scène est accentuée par un lourd rideau drapé qui signifie traditionnellement que le roi ne paraît pas mais qu'il apparaît. Une grande colonne de marbre, évocation traditionnelle du pouvoir depuis la Renaissance (symbole de stabilité, axe du monde qui unit les puissances terrestres et célestes), cale la composition à gauche. Le fût massif repose sur un stylobate dont les deux faces visibles sont ornées de bas reliefs représentant deux vertus royales : l'allégorie de la justice (de face) et celle de la force (à gauche, très difficilement visible).
Les attributs du Roi sur ce tableau sont (regalia) :
- la couronne royale ;
- le sceptre ;
- la main de justice ;
- le manteau fleurdelisé (la fleur de lys) ;
- l'épée de Charlemagne ;
- l'hermine ;
- le trône ;
- la croix de l'ordre du Saint-Esprit qu'il porte en pendentif.

Devant un trône en étoffe bleue fleurdelysée (le fauteuil royal) placé en hauteur sur une estrade et sous un dais pourpre (couleur de la puissance et de la richesse depuis l'Antiquité) en soie, le roi incarne la majesté par excellence puisqu'il n'a pas besoin de porter  ses regalia (couronne fermée et main de justice posés sur un tabouret recouverte d'une draperie bleue fleurdelysée, sceptre de son grand-père Henri IV tenu à l'envers comme une canne), à l'exception de l'épée de Charlemagne dont seule la garde est visible. Le port de cette épée avec le manteau de sacre est une incongruité manifeste . Le monarque en perruque léonine et en habits de cour (chemise à jabot et manchettes en dentelles, rhingrave en brocart de Sedan, souliers à talons rouges ornés de boucles de diamants, bas de soie maintenus par des jarretières) porte le collier de l'Ordre du Saint-Esprit et le manteau royal rejeté sur l'épaule pour mettre en évidence l'épée et ses fines jambes de danseur selon les historiens d'art Louis Marin et Peter Burke (Louis XIV avait exigé que ses traits soient « véritables » à l'exception de ses jambes représentées en position de quatrième),.

## Copies et travaux

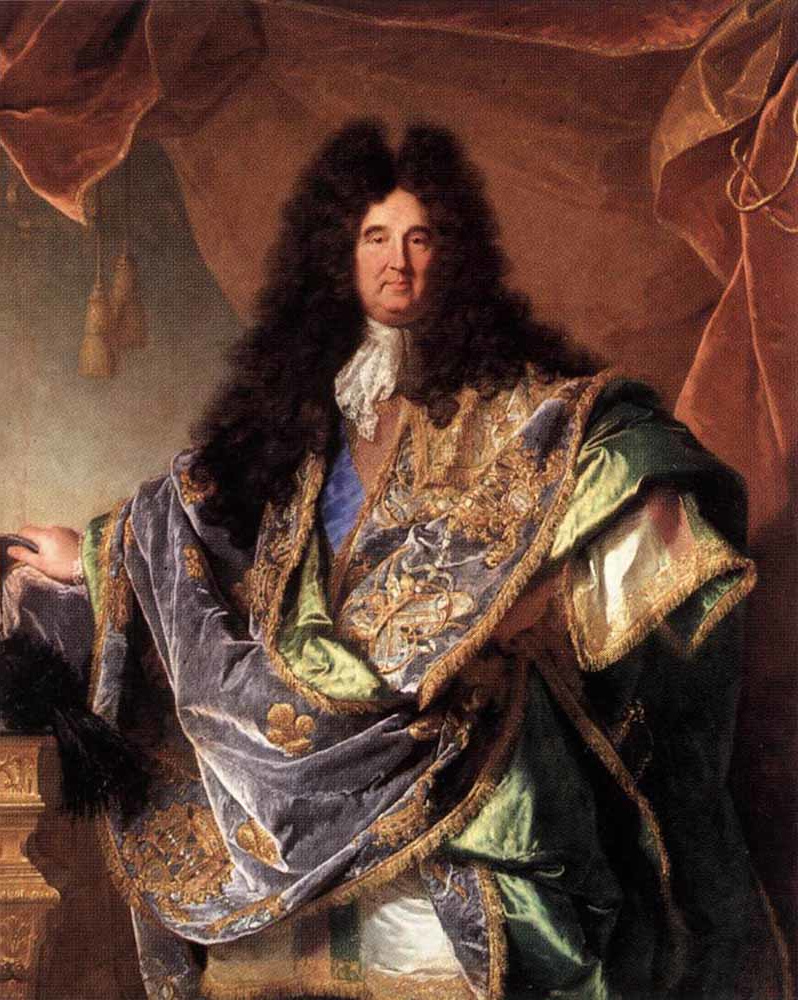
Portrait du marquis de Dangeau par Hyacinthe Rigaud (1702), reprenant l'attitude du portrait de Louis XIV.

Hyacinthe Rigaud a réalisé de nombreuses répliques de ce portrait avec ses assistants.
Exécutée par Pierre Legendre, une copie de ce portrait se trouve dans la bibliothèque du Palais Rohan à Strasbourg, face au portrait de Louis XV, également en costume de sacre.
Une copie signée Alphonse Carrière est présente à l'Observatoire de Paris, entre deux portraits de Giovanni Domenico Cassini et Urbain Le Verrier.
Une copie de ce tableau est présente au château de Maintenon. La BnF Richelieu en abrite une, dans le Cabinet du roi.
Une copie de ce tableau, peinte par Hyacinthe Rigaud lui-même est acquise par la ville de Perpignan pour le musée Hyacinthe-Rigaud, le 09 décembre 2023 et devient l'œuvre principale du musée.